# Kunigunde von Brandenburg-Kulmbach
Kunigunde von Brandenburg-Kulmbach (* 17. Juni 1523 in Ansbach; † 27. Februar 1558 in Pforzheim) war eine Prinzessin von Brandenburg-Kulmbach und durch Heirat Markgräfin von Baden.

## Leben
Kunigunde war das jüngste Kind des Markgrafen Kasimir von Brandenburg-Kulmbach (1481–1527) aus dessen Ehe mit Susanne (1502–1543), Tochter des Herzogs Albrecht IV. von Bayern.
Sie heiratete am 10. März 1551 in Neustadt an der Aisch Markgraf Karl II. von Baden-Durlach (1529–1577). Kunigunde war im lutherischen Glauben erzogen worden, während ihr Mann der katholischen Kirche angehörte. Karl begann, auch unter dem Einfluss seiner Gemahlin, sich der Reformation zuzuwenden.
Nach seiner Ächtung 1554 nahm Kunigunde ihren Bruder Albrecht Alcibiades in ihrer Residenz in Pforzheim auf, wo er 1557, ein Jahr vor seiner Schwester, starb. Beide gehörten 1556 zu den ersten prominenten Kurgästen der Heilquellen von Liebenzell. Kunigunde wurde in der Stiftskirche St. Michael in Pforzheim bestattet, in deren Chor sich auch ein Kenotaph der Markgräfin befindet.
Über Kunigunde kam das kostbare Gebetbuch der Markgräfin von Brandenburg, welches 1520 von Narziß Renner für ihre Mutter angefertigt worden war, in badischen Besitz. Es befindet sich heute in der Badischen Landesbibliothek.

## Nachkommen
Aus ihrer Ehe hatte Kunigunde zwei Kinder:
- Marie (1553–1561)
- Albrecht (1555–1574)